# Павлюк Віктор Ігорович
Павлюк Віктор Ігорович (нар. 26 січня 1957, с. Лопушна, Вижницький район, Чернівецька область) — український політик, екс-мер Чернівців, екс-перший заступник голови Чернівецької обласної держадміністрації (з травня 2006 року по квітень 2010 року). Заслужений економіст України. Кавалер ордена «За заслуги» III ступеня. З 2014 р. проживає у м. Києві. У 2016 - 2019 рр. - радник голови правління Державної інноваційної фінансово-кредитної установи (м. Київ). Голова правління "Центр актуальних місцевих ініціатив".

## Життєпис
Освіта вища. Закінчив у 1979 р. Чернівецький державний університет, спеціальність — фізика, кваліфікація — фізик, викладач фізики. Одружений, має сина. Дружина — Івасюк Оксана Михайлівна, доцент кафедри української літератури Чернівецького національного університету імені Ю. Федьковича. Син — Павлюк Михайло Вікторович, перший заступник голови Чернівецької облдержадміністрації, кандидат політичних наук, доцент кафедри міжнародних відносин Чернівецького національного університету імені Ю. Федьковича.
Трудова і громадсько-політична діяльність:
- 1974—1979 — студент Чернівецького державного університету;
- 1978−1979 — старший технік Чернівецького відділення напівпровідникового матеріалознавства інституту прикладних проблем механіки і математики Академії наук УРСР;
- 1979 — інженер Чернівецького відділення напівпровідникового матеріалознавства інституту прикладних проблем механіки і математики Академії наук УРСР;
- 1979−1981 — служба в армії;
- 1981—1986 — інженер, старший інженер Чернівецького відділення інституту проблем матеріалознавства Академії наук УРСР;
- 1986−1991 — молодший науковий співробітник, науковий співробітник Чернівецького відділення напівпровідникового матеріалознавства інституту прикладних проблем механіки і математики Академії наук УРСР;
- 1991−1994 — голова Чернівецької міської Ради народних депутатів та виконавчого комітету;
- 1994—1996 — директор Чернівецького обласного центру зайнятості;
- 1996—1998 — заступник голови, керівник секретаріату Чернівецької обласної державної адміністрації[3][4];
- 1999—2003 — головний економіст торговельно-економічної місії у складі Посольства України в Чеській Республіці, м. Прага, Чехія;
- 2003—2005 — заступник, перший заступник міністра економіки  Автономної Республіки Крим;
- 2005−2006 — заступник Постійного Представника Президента України в Автономній Республіці Крим[5][6]
- травень 2006 — квітень 2010 року — перший заступник голови Чернівецької облдержадміністрації.
- січень 2013 — квітень 2015 року — директор ТОВ «Буковина Солар 1».
- квітень 2015 — липень 2016 року — директор департаменту документообігу та контролю Міністерства аграрної політики та продовольства.
- вересень 2016 року — червень 2019 року — радник голови правління Державної інноваційної фінансово-кредитної установи (м. Київ).